# Timonius kaniensis
Timonius kaniensis är en måreväxtart som beskrevs av Theodoric Valeton. Timonius kaniensis ingår i släktet Timonius och familjen måreväxter. Inga underarter finns listade i Catalogue of Life.